# Ursulinas
La Orden de Santa Úrsula o Compañía de Santa Úrsula (en latín: Ordinis Sanctae Ursulae), es una familia religiosa católica, integrada por diversos institutos de vida consagrada, de mujeres dedicadas principalmente a la enseñanza, según el modelo de la Compañía de Jesús. Las diversas comunidades de ursulinas consideran a Ángela de Mérici como su fundadora. Las religiosas de la Orden son conocidas generalmente como ursulinas y en algunos períodos históricos como jesuitinas. Sus miembros posponen a sus nombres las siglas O.S.U.

## Historia

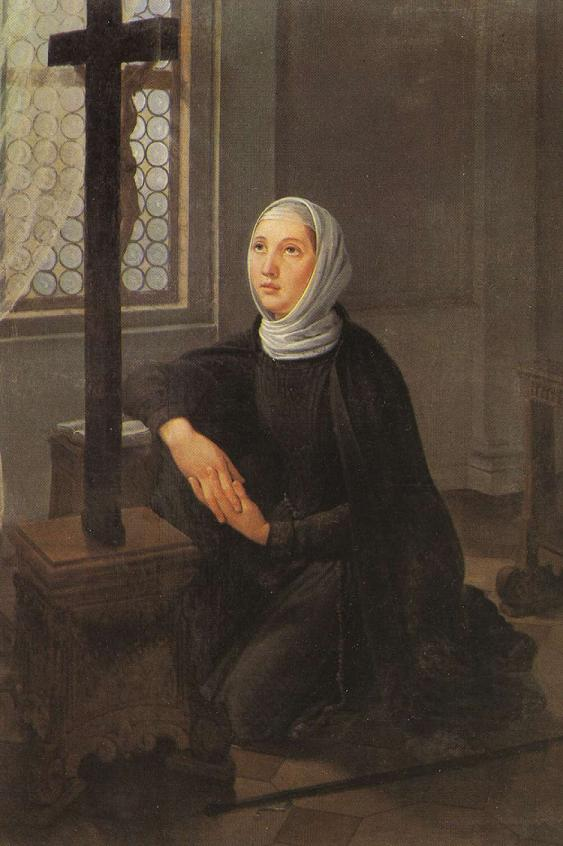
Ángela de Mérici (1474-1540), fundadora de las ursulinas.

### Origen
Ángela de Mérici, casi en los últimos días de su vida, hizo posible una de las primeras obras educativas que ha surgido en la Iglesia católica, la Compañía de Santa Úrsula, la cual fundó el 25 de noviembre de 1535 en Brescia, Italia. Para ello recibió la colaboración de un grupo de mujeres, procedentes casi todas de la Tercera Orden de San Francisco de Brescia. El ideal de la Compañía era asumir en caso de necesidad cualquier actividad a favor de los pobres, especialmente la formación cristiana de las jóvenes en el seno de las mismas familias.
Las ursulinas permanecían en el mundo, modificando todo aquello que hasta entonces había constituido la estructura externa de la vida religiosa. Ángela eliminó la clausura, el hábito y los votos canónicos, sin despojarlos de su contenido teológico, como garantía de una radical entrega a Dios y al servicio de los demás. Seguramente el modelo principal de la Compañía fueron las primeras vírgenes cristianas, de ahí que la intitulara a santa Úrsula, ideal de la vida en virginidad. La fundadora escribe una Regla de vida, aprobada por el vicario general de la diócesis de Brescia, Lorenzo Muzio (8 de agosto de 1536). Ella sería la primera superiora, cargo que se ocupaba en principio a perpetuidad, elegida en el primer capítulo general (1637).
La organización de la Compañía era peculiar y difería de la forma tradicional respecto a los institutos femeninos de la Iglesia católica. El ideal no era la fundación de una Orden religiosa en sentido estricto, sino más bien una obra de tipo asistencial, educativo y centralizado. La propuesta para la mujer de la época, obligada a escoger entre la vida claustral y la vida de esposa, era una alternativa de servidora del Señor, pero viviendo en las realidades seculares como mujer emancipada, dueña de su propio destino y entregada a una actividad apostólica, que por entonces era prácticamente prohibido a las mujeres.

### Dificultades de la Compañía
El prestigio de Ángela de Mérici fue suficiente para salvaguardar el instituto de las críticas de quienes veían a las ursulinas con sospecha. La fundadora murió en 1540 y cuatro años después, el papa Paulo III aprobó la Compañía, mediante bula Regimini Universalis Ecclesiae. A pesar de la aprobación pontificia empezó una oposición violenta contra el estilo de vida y la misión de las ursulinas, encabezada principalmente por los eclesiásticos de Brescia. La causa eran las innovaciones que una mujer iletrada había introducido en la vida de las monjas de entonces. El canciller de la Compañía, Gabriel Cozano, se sintió en la obligación de defenderlas, escribiendo un opúsculo intitulado: Respuesta contra aquellos que persuaden la clausura a las vírgenes de Santa Úrsula.
En 1566, el papa Pío V promulgó la Constitución apostólica Circa Pastoralis, que obligaba a todas las religiosas exclaustradas a enclaustrarse. De ese modo, gran parte de las ursulinas se convirtieron en monjas de clausura. Algunos pequeños grupos se resistieron, como la casa de Brescia, no sin problemas, permanecieron fieles al carisma de la fundadora. Carlos Borromeo contribuyó a la expansión de la ursulinas, recomendó a los obispos de Italia la fundación de la Compañía en sus diócesis y se valió de ellas para la formación cristiana de las mujeres y niñas de la arquidiócesis de Milán. Aun así, el reformador católico es considerado, por algunos, como uno de los principales responsables del confinamiento de las mismas a la vida contemplativa.
Desde los cambios introducidos por Carlos Borromeo hasta las supresiones de finales del siglo XVIII existían tres categorías de ursulinas: las que vivían con sus familias, llamadas vírgenes de Santa Úrsula; las de vida común sin votos, conocidas más por el nombre de Compañía de Santa Úrsula; y las monjas, a quienes hasta hoy se reserva el título de Orden de Santa Úrsula.

### Supresión

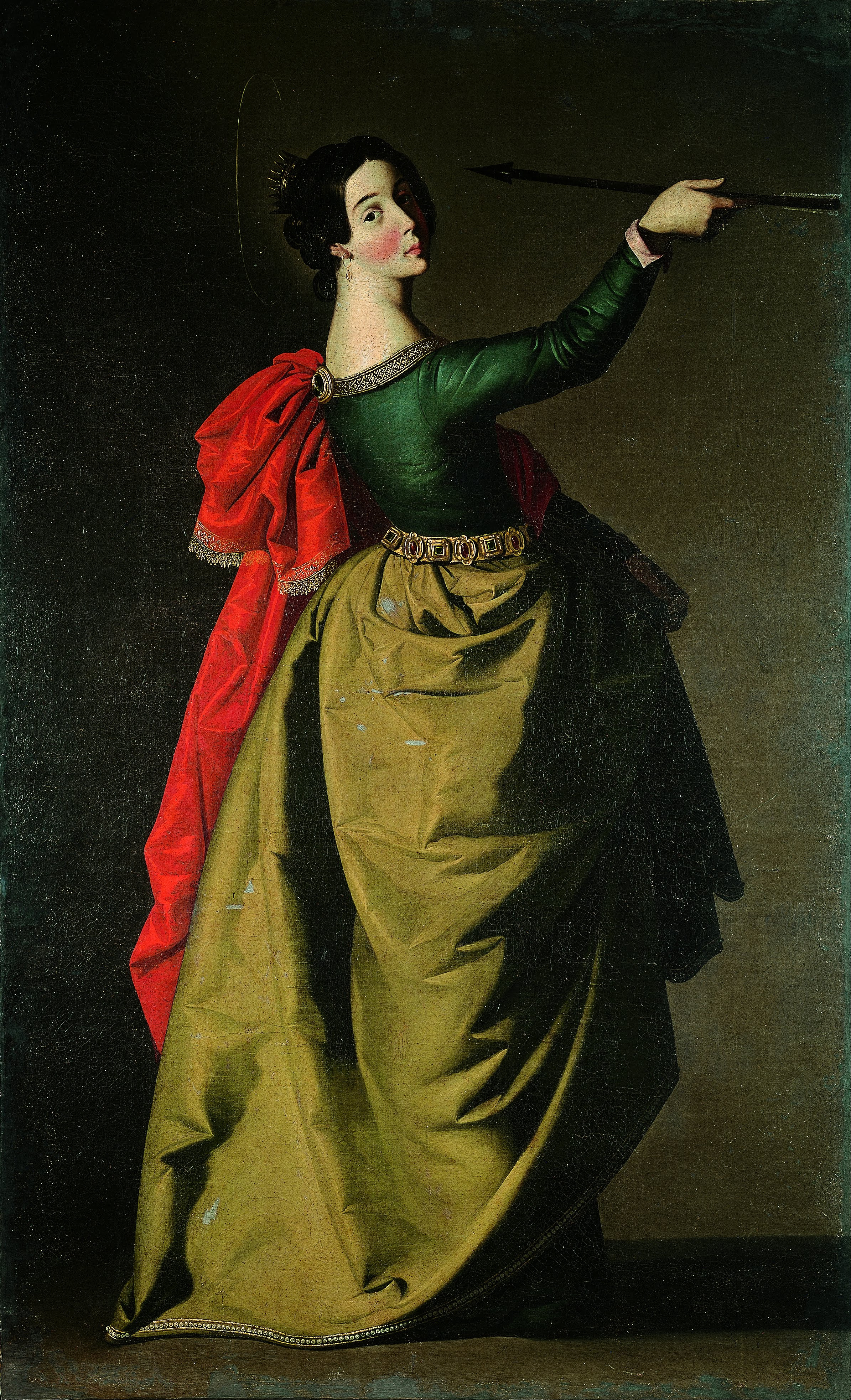
Santa Úrsula, pintura de Francisco de Zurbarán. (Musei di Strada Nuova, Génova, Italia).

Las ursulinas fueron suprimidas durante la Revolución francesa, sus bienes fueron secularizados. Curiosamente durante el mismo periodo Ángela de Mérici fue canonizada por Pío VII (24 de mayo de 1807).

### Restauración
La Compañía de Santa Úrsula fue restaurada en 1827, pero solo como monasterios de clausura. En 1866, Pío IX permitió la restauración de las ursulinas tal y como las había ideado Ángela de Mérici.

## Actualidad
En la actualidad, existe una diversidad de ramas que consideran a Ángela de Mérici como fundadora, a pesar de que ninguna de ellas se remonta materialmente a los tiempos de la primera fundación. Estas se pueden organizar en tres grupos diferentes, según la antigua clasificación, aunque si las diferencias son más tenues que las de entonces.  Estos grupos son:
- las Ursulinas seculares, que reflejan de un modo más directo el estilo de vida original, viviendo en medio de familias o en pequeños grupos comunitarios, en dependencia directa de los obispos diocesanos donde se encuentren.
- las monjas ursulinas que viven en monasterio sui iuris, algunos confederados otros totalmente independientes.
- las uniones o congregaciones, formadas por religiosas sujetas bajo la autoridad de una superiora general, como por ejemplo: las Ursulinas de San Carlos y las Religiosas Ursulinas de la Unión Romana.